# Factory Act
Les Factory Acts (ou Lois sur les Manufactures) sont des textes de loi britanniques qui règlent les conditions de travail dans l'industrie britannique. Durant le XIXe siècle, huit textes du Factory Act seront successivement publiés : en 1802, 1833, 1844, 1847, 1850, 1867, 1874 et 1891.

## LeFactory Act de 1802
Le Factory Act de 1802 (également appelé parfois "Health and Morals of Apprentices Act") est une loi votée par le Parlement du Royaume-Uni, qui régulait les conditions en usine, concernant tout particulièrement les enfants qui travaillaient dans l'industrie du coton et de la laine. Ce fut l'aboutissement d'un mouvement prenant son origine au XVIIIe siècle par lequel les réformateurs tentèrent de faire passer plusieurs lois au parlement afin d'améliorer la santé des travailleurs et des apprentis. La loi incluait les dispositions suivantes :
- les propriétaires d'usines doivent obéir à la loi ;
- toutes les usines doivent être bien ventilées ;
- les enfants doivent être pourvus de 2 tenues complètes ;
- les heures de travail des enfants doivent commencer après 6h et finir avant 21h et ne peuvent excéder 12 heures par jour ;
- les enfants doivent bénéficier de l'enseignement de la lecture, de l'écriture et de l'arithmétique pendant les quatre premières années de travail ;
- les garçons et les filles doivent être hébergés dans des logements différents ;
- les enfants ne doivent pas dormir à plus de deux dans un lit ;
- le dimanche les enfants doivent disposer d'une heure d'instruction religieuse chrétienne ;
- les propriétaires d'usines doivent aussi prendre en charge toutes les maladies contagieuses.

Les propriétaires pouvaient se voir imposer une amende entre 2 et 5 livres mais la loi n'avait établi aucun régime d'inspection pour faire appliquer cette disposition. Le Factory Act ne permit pas d'établir clairement une loi sur le nombre d'heures qu'il était permis de travailler et échoua dans la mise en place de moyens d'inspection permettant de s'assurer que la loi était respectée. Les usines ignorèrent largement cette loi, elle permit néanmoins d'ouvrir la voie à d'autres lois sur les manufactures.

## Loi de1833

### Présentation de la loi
Le Factory Act de 1833 limite à 48 heures hebdomadaires l’emploi des enfants.
Promulguée par les Whigs arrivés au pouvoir en 1830 et représentés par Lord Earl Grey, cette loi avait pour objet l'amélioration de la situation des classes laborieuses du Royaume-Uni, qui se trouvaient alors confrontées aux conditions de travail déplorables en cette époque d'essor de la production industrielle.

### Contenu de la loi
Le Factory Act de 1833 imposait la mise en place des conditions de travail suivantes : 
La journée de travail ne devait pas débuter avant 5 heures 30 et s'achever après 20 heures 30. Pour les ouvriers travaillant dans les mines, le nombre d’heures travaillées ne peut dépasser douze heures par jour. Le travail des enfants de moins de 9 ans était interdit, celui des enfants âgés de 9 à 13 ans était limité à 9 heures par jour (huit heures dans les mines), celui des enfants âgés de 13 à 18 ans était limité à 12 heures par jour, dont 1 h 30 était réservée pour les repas. D'autre part, le travail des enfants était interdit durant la nuit.
L'employeur devait donc disposer d'un certificat médical attestant de l'âge des enfants qu'il employait.

### Limites de la loi
Toutefois, cette loi fut confrontée à divers problèmes dans son application : 
D'une part, elle ne s'appliquait qu'au secteur des manufactures de textile (coton, lin, laine et soie) - ce secteur était cependant un des secteurs d'entraînement de l'économie à cette époque.
D'autre part, parce que les moyens de contrôle pour veiller au respect de la loi étaient très limités (quatre inspecteurs seulement pour l'ensemble du Royaume-Uni), celle-ci n'empêche pas certains industriels de déroger aux conditions prévues par la loi.

## Loi de 1847
Le Factory Act de 1847 limita la durée du travail des travailleurs ouvriers à 10 heures pour les jours de la semaine et 8 heures pour le samedi, soit au maximum 58 heures de travail par semaine  (en 1848). La loi permit aussi aux ouvriers d'obtenir un jour de repos le dimanche. 
Passée par Lord Ashley et John Fielden, elle fut particulièrement controversée et suscita d'innombrables débats avant d'être finalement promulguée en 1847.
Bien que figurant comme un tournant pour la vie ouvrière de l'époque, l'application de cette loi fut néanmoins limitée à quelques rares secteurs économiques et ne bénéficia pas d'un contrôle efficace.

## Loi de 1867
Dans le Factory Act de 1867, les limitations de travail sont appliquées à l'ensemble de l'industrie.

## Sources